# Ossimo
Ossimo es un municipio italiano situado en la provincia de Brescia, en Lombardía. Tiene una población estimada, a fines de mayo de 2024, de 1448 habitantes.

## Evolución demográfica
| Gráfica de evolución demográfica de Ossimo entre 1861 y 2024 |
|                                                              |
| Fuente: ISTAT - Elaboración gráfica de Wikipedia             |